# Sakaramya hilari
Sakaramya hilari es una especie de insecto coleóptero de la familia Chrysomelidae.
Fue descrita científicamente en 1952 por Bechyne.